# Dret de l'espai
El dret espacial és un àmbit de la llei que regeix activitats governamentals amb lleis nacionals i internacionals a l'espai exterior. Els advocats internacionals han estat incapaços de posar-se d'acord en una definició uniforme del terme "espai exterior", encara que la majoria dels advocats estan d'acord que l'espai ultraterrestre generalment comença amb el menor altitud sobre el nivell del mar en el qual els objectes poden orbitar al voltant de la terra, aproximadament a 100 km.
L'inici de l'esfera del dret espacial va començar amb el llançament del primer satèl·lit artificial del món per la Unió Soviètica l'octubre de 1957. Anomenat Spútnik 1, el satèl·lit va ser llançat com a part de l'Any Geofísic Internacional. Des de llavors, el dret espacial s'ha desenvolupat i ha assumit més importància a mesura que la humanitat ha arribat a utilitzar cada vegada més dels recursos basats en l'espai.

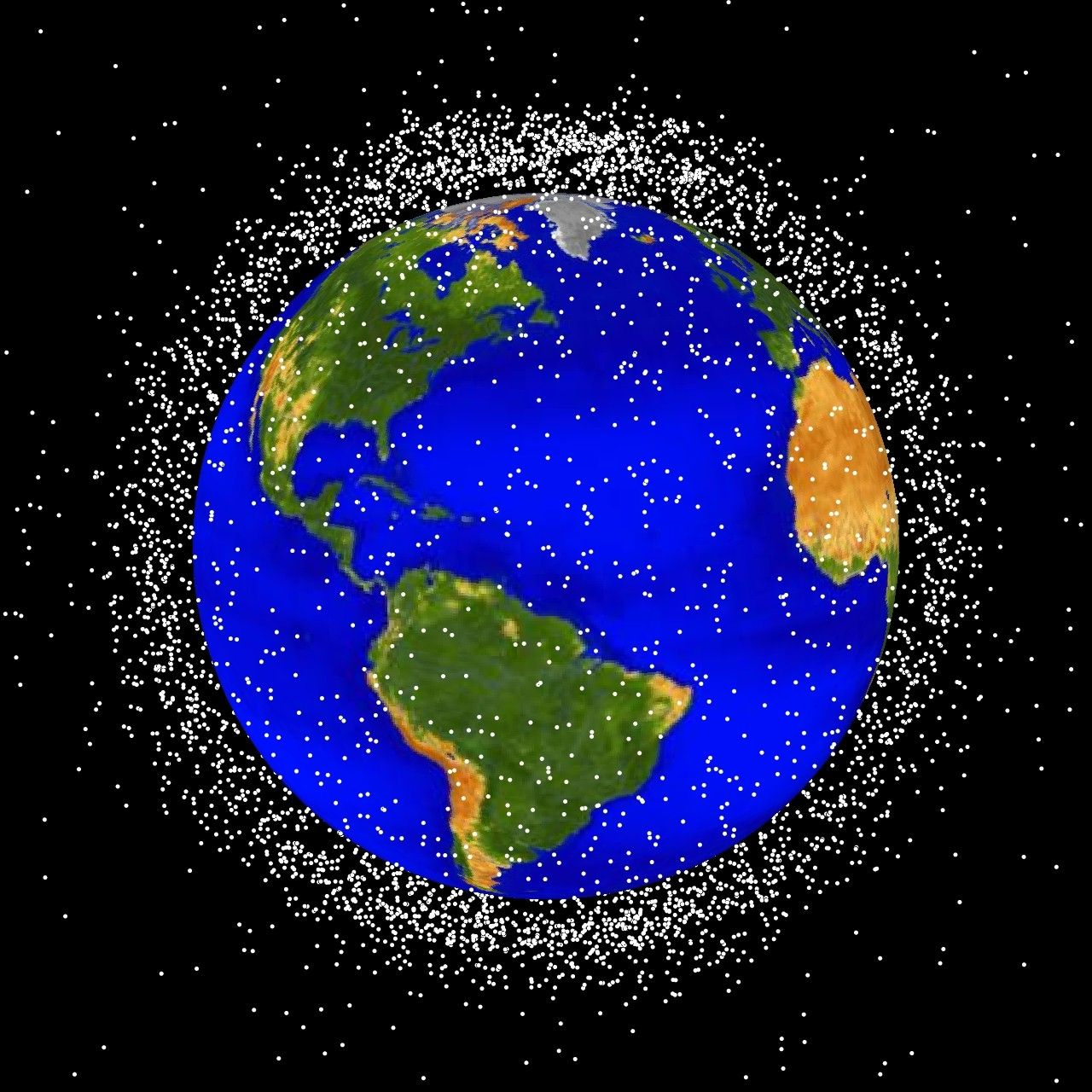
Deixalles espacials en observació

## Primers desenvolupaments
A partir del 1957, les nacions van començar a discutir els sistemes per assegurar l'ús pacífic de l'espai exterior. Les converses bilaterals entre els Estats Units i l'URSS el 1958 va donar lloc a la presentació dels temes de debat a les Nacions Unides. El 1959, l'ONU va crear la Comissió de l'Espai de les Nacions Unides (United Nations Committee on the Peaceful Uses of Outer Space o COPUOS en anglès). El COPUOS al seu torn, va crear dues subcomissions, la Subcomissió d'Afers Científics i Tècnics i la Subcomissió d'Afers Jurídics. El la Subcomissió d'Afers Jurídics de COPUOS ha estat un fòrum principal per al debat i la negociació d'acords internacionals relatius a l'espai ultraterrestre.

## Tractats internacionals
Cinc tractats internacionals s'han negociat i redactat en la COPUOS:
- El Tractat en els principis de la governança de les activitats de les nacions en l'exploració i ús de l'espai exterior, incloent a la lluna o altres cossos celestes de 1967 (el "Tractat de l'espai exterior").
- L'Acord sobre el salvament i la devolució d'astronautes i la restitució d'objectes llançats a l'espai ultraterrestre de 1968 (el "Acord sobre salvament").
- El Conveni sobre la responsabilitat internacional per danys causats per objectes espacials de 1972 (el "Conveni de responsabilitat civil a l'espai").
- El Conveni sobre el registre d'objectes llançats a l'espai ultraterrestre de 1975 (el "Conveni sobre el registre").
- L'Acord de Governs de les Activitats dels Estats a la Lluna i Altres Cossos Celestes de 1979 (el "Tractat de la Lluna").

El Tractat de l'Espai Exterior és el tractat més àmpliament adoptat, amb 100 parts. L'acord de rescat, el Conveni sobre responsabilitat i el Conveni sobre el registre tot elaborat a les disposicions del Tractat sobre l'espai ultraterrestre. Les Nacions Unides delega pel que sembla la intenció que el tractat de lluna de servir com un nou tractat global que substitueix o complementa el Tractat de l'Espai Exterior, sobretot mitjançant l'elaboració de les disposicions del tractat sobre l'espai exterior pel que fa a l'apropiació de recursos i la prohibició de la sobirania territorial. El Tractat de la Lluna té només 13 parts, i molts consideren que és un tractat nul per la seva escassa acceptació. L'Índia és l'únic país que ha signat el tractat de la Lluna i es va declarar interessat a viatjar-hi en una futura missió.
A més, el Tractat de prohibició dels assaigs amb armes nuclears a l'atmosfera, l'espai ultraterrestre i sota l'aigua 1963 ("Tractat de prohibició parcial de proves nuclears") prohibeix els assajos d'armes nuclears a l'espai exterior.

## Principis i declaracions internacionals
Els cinc tractats i acords de cobertura internacional de dret de l'espai com la "no apropiació de l'espai per un sol país, el control d'armes, la llibertat d'exploració, responsabilitat per danys causats per objectes espacials, la seguretat i el rescat de les naus espacials i els astronautes, la prevenció d'interferències perjudicials amb les activitats espacials i el medi ambient, la notificació i registre de les activitats espacials, investigació científica i l'explotació dels recursos naturals en l'espai exterior i la solució de controvèrsies."
L'Assemblea General de les Nacions Unides va aprovar cinc declaracions i principis jurídics que fomenten l'exercici de les lleis internacionals, així com la comunicació unificada entre els països. Les cinc declaracions i principis són:
- La Declaració dels principis jurídics que han de regir les activitats dels Estats en l'Exploració i Utilització de l'espai ultraterrestre (1963)

Tota exploració espacial es farà amb bones intencions i està igualment oberta a tots els Estats que compleixin amb el dret internacional. Cap nació pot reclamar la propietat de l'espai ultraterrestre o qualsevol cos celeste. Les activitats dutes a terme en l'espai han de respectar el dret internacional i les nacions es sotmeten a aquestes activitats anteriorment esmentades han d'acceptar la responsabilitat de l'agència governamental o no governamental involucrada. Els objectes llançats a l'espai estan subjectes a la seva nació de pertinença, incloent a les persones. Objectes, parts, i els components descoberts fora de la jurisdicció d'una nació seran retornats a la identificació. Si una nació llança un objecte a l'espai, són responsables dels danys que es produeixin a nivell internacional.
- Els principis que han de regir la utilització pels Estats de satèl·lits artificials de la Terra per les transmissions internacionals directes per televisió (1982)

Les activitats d'aquesta naturalesa ha de ser transpirar d'acord amb el dret sobirà dels Estats. Aquestes activitats han de "promoure la lliure difusió i l'intercanvi mutu d'informació i coneixement en els àmbits cultural i científic, assistir al desenvolupament educatiu, social i econòmic, en particular en els països en desenvolupament, elevar la qualitat de vida de tots els pobles i proporcionar esplai amb el degut respecte a la política i la integritat cultural dels Estats." Tots els Estats tenen el mateix dret a perseguir aquestes activitats i han de mantenir la responsabilitat de qualsevol cosa duta a terme sota els límits de l'autoritat. Els Estats que planifiquin activitats s'han d'adreçar a la Secretaria General de les Nacions Unides amb detalls de les activitats sotmeses.
- Els Principis relatius a la teleobservació de la Terra des de l'espai (1986)

Quinze principis s'expressen en aquesta categoria. La comprensió bàsica prové de les descripcions donades per l'Oficina de les Nacions Unides per a Assumptes de l'espai ultraterrestre:
(a) El terme "teledetecció" significa l'observació de la superfície de la Terra des de l'espai, fent ús de les propietats de les ones electromagnètiques emeses, reflectides o difractades pels objectes observats, amb la finalitat de millorar la gestió dels recursos naturals, l'ús del sòl i la protecció del medi ambient;
(b) El terme "dades primàries" significa les dades brutes recollides pels sensors remots transportats en un objecte espacial i que es transmeten o es fan arribar a terra: des de l'espai per telemetria, en forma de senyals electromagnètics, mitjançant pel·lícula fotogràfica, cinta magnètica o qualsevol altre mitjà;
(c) El terme "dades processades" significa els productes resultants de la transformació de les dades primàries necessària per fer utilitzables aquestes dades;
(d) El terme "informació analitzada" significa la informació resultant de la interpretació de les dades elaborades, altres dades bàsiques i informació procedent d'altres fonts;
(e) El terme "activitats de teleobservació" significael funcionament dels sistemes espacials de teleobservació, la recopilació de dades principal i estacions d'emmagatzematge i activitats de processament, interpretació i difusió de les dades processades.
- Els Principis pertinents a la utilització de fonts d'energia nuclear a l'espai ultraterrestre (1992)

"Els Estats que llancin objectes espacials amb fonts d'energia nuclear a bord s'esforçaran per protegir els individus, les poblacions i la biosfera contra els riscos radiològics. El disseny i l'ús dels objectes espacials amb fonts d'energia nuclear a bord garantiran, amb un alt grau de confiança, que els perills previsibles en circumstàncies operacionals o accidentals, es mantenen per sota dels nivells acceptables..."
- La Declaració sobre la cooperació internacional en l'exploració i utilització de l'espai ultraterrestre en benefici i interès de tots els Estats, tenint especialment en compte les necessitats dels països en desenvolupament (1996)

"Els Estats són lliures de determinar tots els aspectes de la seva participació en la cooperació internacional en l'exploració i utilització de l'espai ultraterrestre sobre una base equitativa i mútuament acceptable. Tots els Estats, en particular els que tenen una capacitat important i amb programes per a l'exploració i utilització de l'espai ultraterrestre, haurien de contribuir a la promoció i el foment de la cooperació internacional sobre una base equitativa i mútuament acceptable. En aquest context, s'ha de prestar especial atenció als beneficis i els interessos dels països en desenvolupament i els països amb programes espacials incipients derivats de la cooperació internacional amb països amb més capacitat de cooperació espacial. L'avançament internacional s'ha de realitzar en les maneres que es consideren més eficaç i adequada dels països afectats, incloent-hi però, governamental i no governamental, comercial i no comercial, la cooperació internacional entre els països i en tots els nivells de desenvolupament, global, multilateral, regional o bilateral."

## Consens
La Comissió de l'Espai de les Nacions Unides i les seves subcomissions d'Afers Científics i Tècnics i Jurídics operen sobre la base d'un consens, p.e. totes les delegacions dels Estats membres s'han de posar d'acord sobre qualsevol assumpte, ja sigui text del tractat abans que pugui ser inclòs en la versió final d'un tractat o de nous punts en les agendes del Comitè/Subcomitè. Una de les raons que els tractats sobre l'espai de l'ONU no tenen definicions no són clares en altres aspectes, és perquè és més fàcil arribar a un consens en què el llenguatge i els termes són vagues. En anys recents, la Subcomissió d'Afers Jurídics no ha pogut arribar a un consens en la discussió d'un acord nou d'espai global (la idea que, no obstant això, es va proposar només per alguns estats membres). També és poc probable que la Subcomissió pugui acordar modificar el Tractat de l'Espai Exterior en el futur previsible. Moltes nacions que viatgen a l'espai semblen creure que la discussió d'un nou acord de l'espai o modificació del Tractat sobre l'espai ultraterrestre seria inútil i que consumeix temps, perquè les diferències arrelades pel que fa a l'apropiació dels recursos, els drets de propietat i altres assumptes relacionats amb l'activitat comercial fan poc probable el consens.

## Acord de l'ISS de 1998
A més dels tractats internacionals que s'han negociat en les Nacions Unides, les nacions que participen en l'Estació Espacial Internacional han entrat en l'Acord de 1998 entre els governs del Canadà, els Estats membres de l'Agència Espacial Europea, Japó, Rússia i els Estats Units relatiu a la cooperació en l'Estació Espacial Civil Internacional ("l'Acord de l'Estació Espacial"). Aquest acord preveu, entre altres coses, que la NASA és l'organisme rector en la coordinació de les contribucions dels estats membres i activitats a l'estació espacial, i que cada nació té jurisdicció sobre el seu propi mòdul(s). L'Acord també preveu la protecció de la propietat intel·lectual i els procediments d'enjudiciament criminal. Aquest Acord pot molt bé servir de model per a futurs acords en matèria de cooperació internacional en les instal·lacions a la Lluna i Mart, on els primers del món fora de les colònies i bases científiques/industrials que és probable que s'estableixin.

## Llei nacional
El dret espacial abasta també les lleis nacionals, i molts països han aprovat una legislació espacial nacional en els últims anys. El Tractat de l'Espai Exterior exigeix a les parts per autoritzar i supervisar les activitats espacials nacionals, incloses les activitats de les entitats no governamentals com les organitzacions comercials i sense ànim de lucre. El Tractat de l'espai ultraterrestre també incorpora la Carta de les Nacions Unides per les parts de referència, i requereix per assegurar que les activitats es realitzin d'acord amb les altres formes de dret internacional, com ara el Dret internacional consuetudinari (el costum i la pràctica dels Estats).
L'adveniment de les activitats comercials en l'espai més enllà de l'àmbit de la indústria dels satèl·lits de comunicacions, i el desenvolupament de molts ports espacials comercials, està duent a molts països a considerar la forma de regular les activitats espacials privades. El repte consisteix a regular aquestes activitats de manera que no obstaculitzi ni exclogui la inversió, sense deixar d'assegurar que les activitats comercials de complir amb el dret internacional. Els països en desenvolupament estan preocupats que les nacions amb viatges espacials monopolitzaran els recursos de l'espai. Tanmateix, això pot ser resolt simplement estenent la Convenció de les Nacions Unides sobre el Dret de la Mar a l'espai exterior.

## Assignació d'òrbita geoestacionària
Tots els satèl·lits en òrbita geoestacionària han d'ocupar un sol anell per sobre de l'equador, aproximadament 35.800 quilòmetres a l'espai. El requisit d'espai d'aquests satèl·lits separats significa que hi ha un nombre limitat de "ranures" orbitals disponibles, per tant, només un nombre limitat dels satèl·lits poden ser situats en òrbita geoestacionària. Això ha donat lloc a conflictes entre els diferents països que desitgin accedir-hi ranures orbitals (països en la mateixa longitud però que difereixen en latitud). Aquests conflictes s'aborden a través de la Unió Internacional de Telecomunicacions com a mecanisme d'assignació. Els països situats a l'equador de la Terra també han afirmat el seu dret legal a controlar l'ús de l'espai per sobre del seu territori, sobretot el 1976, quan molts països situats a l'equador de la Terra van crear la Declaració de Bogotà, en què afirmaven el seu dret legal a controlar l'ús de l'espai per sobre del seu territori.

## El futur del dret d'espacial

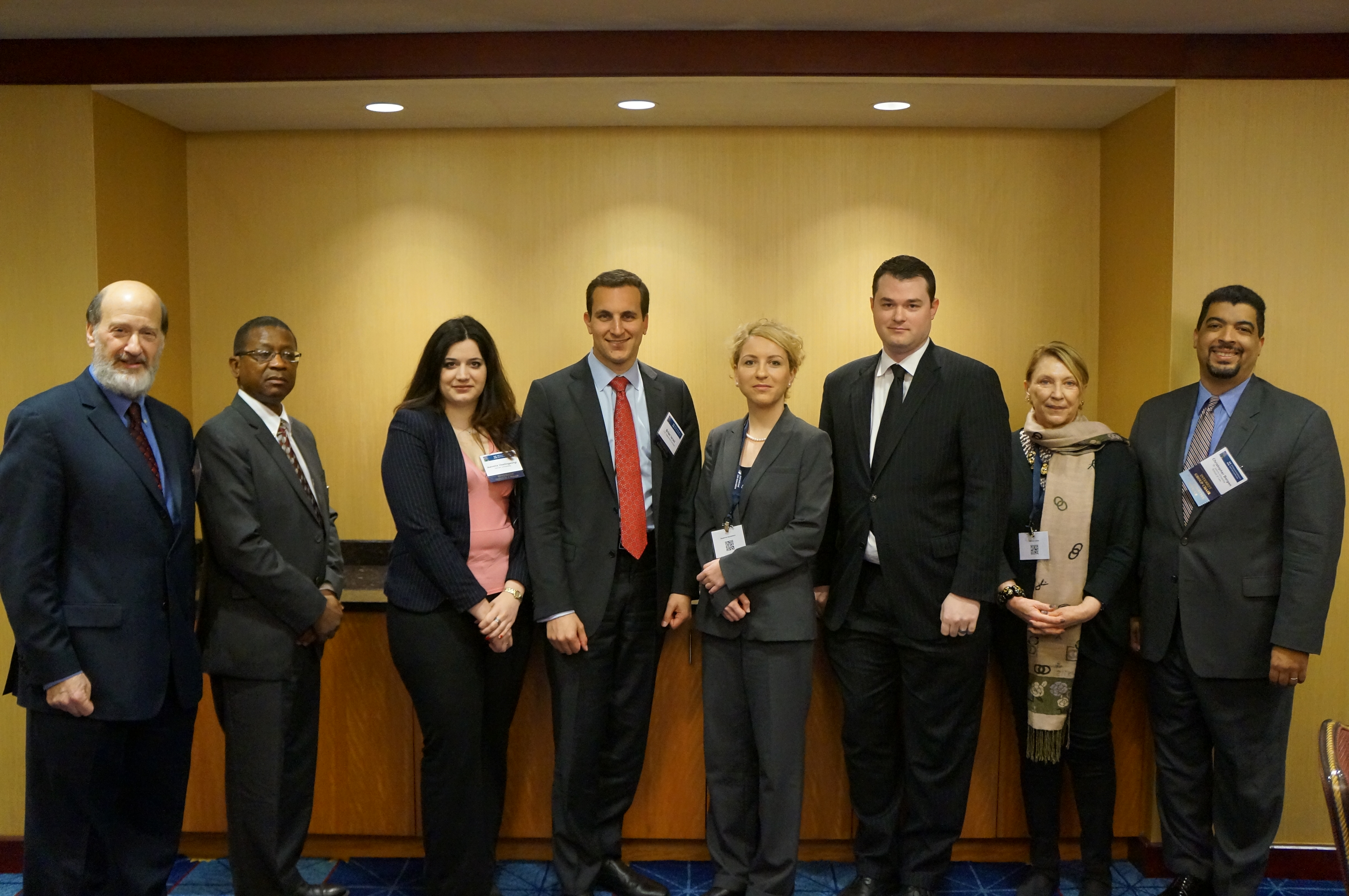
American Society of International Law Space Interest Group 2014 Board meeting

Si bé aquest àmbit de la llei es troba encara en la seva infància, es troba en una era de ràpids canvis i de desenvolupament. Es podria dir que els recursos de l'espai són infinits. Si el transport espacial comercial es torna àmpliament disponible, amb costos substancialment més baixos de llançament, tots els països han de ser capaços d'aprofitar directament els beneficis dels recursos de l'espai. En aquesta situació, sembla probable que el consens serà molt més fàcil d'aconseguir en matèria de desenvolupament comercial i l'assentament humà en l'espai ultraterrestre. Els alts costos no són l'únic factor de prevenció de l'explotació econòmica de l'espai: s'argumenta que l'espai ha de ser considerat com un ambient pristí digne de protecció i conservació, i que el règim jurídic de l'espai addicional d'evitaria que sigui utilitzat com un recurs per necessitats de la Terra. El debat també es va centrar en si l'espai ha de seguir sent definida legalment com a part del "patrimoni comú de l'home" i, per tant, no està disponible per a les demandes nacionals, o si la seva definició legal ha de ser modificat per permetre la propietat privada en l'espai.
Michael Dodge, de Long Beach (Mississipi), és la primera escola llicenciada en dret a rebre un certificat de dret espacial als Estats Units. Dodge es va graduar a la National Center for Remote Sensing, Air and Space Law en l'Escola de Dret de la Universitat de Mississippi el 2008.
La Universitat de Sunderland és la primera universitat del Regne Unit que ofereix un mòdul de dret de l'espai com a part del seu programa LLB.
L'Escola de Dret de la Universitat de Nebraska ofereix el primer i únic ensenyament als EUA sobre llei espacial i telecomunicacions. El professor Frans von der Dunk, exdirector de la investigació espacial de dret a la Universitat de Leiden es va unir al programa el 2007. A més del Mestratge en Dret, els estudiants poden obtenir un doctorat en lleis de Nebraska, amb èmfasi en l'espai i el dret de les telecomunicacions. El programa també compta amb tres conferències espacials i de telecomunicacions cada any.
Des de fa més de 10 anys, la Universitat de Paris-Sud conjuntament amb l'Institut de Dret de l'Espai i de les Telecomunicacions ofereix nivell d'estudis de Màster en les activitats espacials i la Llei de Telecomunicacions. Aquest Màster es recolza en nombroses empreses de l'espai i les telecomunicacions.
L'agost de 2012, els estudiants de la Universitat del Pacífic, McGeorge School of Law a Sacramento, Califòrnia van crear la McGeorge Society for Space Law and Policy.